# Coglès
Coglès (bretonisch Gougleiz: „Norden“) ist eine Ortschaft und eine Commune déléguée in der französischen Gemeinde Les Portes du Coglais mit 629 Einwohnern (Stand: 1. Januar 2022) im Département Ille-et-Vilaine in der Region Bretagne. 
Mit Wirkung vom 1. Januar 2017 wurden die ehemaligen Gemeinden Coglès, Montours und La Selle-en-Coglès zur Commune nouvelle Les Portes du Coglais zusammengelegt. Die Gemeinde Coglès war Teil des Arrondissements Fougères-Vitré und des Kantons Antrain. 

## Geographie
Der Ort liegt ca. 52 km nordöstlich von Rennes und 25 km südlich vom Mont Saint-Michel
an der Grenze zur Normandie und ist ein typisches Beispiel für rurale bretonische Architektur.

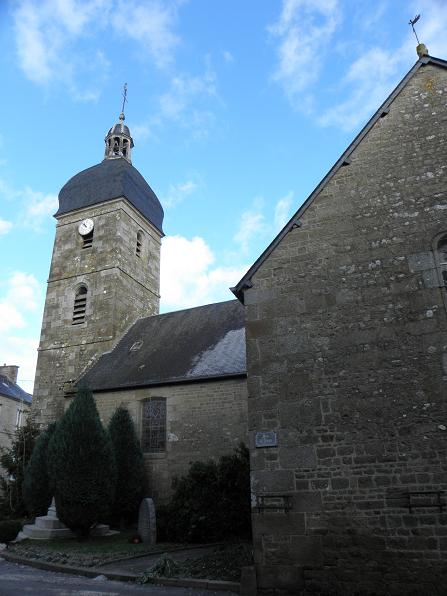
Kirche Saint-Jean-Baptiste